# Станіслав Галлер
Станіслав Галлер де Галленбург (пол. Stanisław Haller de Hallenburg; 26 квітня 1872, Полянка Галлера, Подгорського Повіту — квітень 1940, Харків, УРСР) — польський військовий діяч, генерал. Двоюрідний брат генерала Юзефа Галлера.

## Біографія
У 1894—1918 роках перебував на службі в армії Австро-Угорщини, був комендантом фортеці Краків, полковник.
У 1918 році вступив в польську армію. Під час радянсько-польської війни 1920 командував оперативною групою, яка успішно діяла під Львовом проти 1-ї кінної армії С. М. Будьонного. Оперативна група Галлера успіщно діяла в битві на Німані, після якої армія Будьонного була змушена відступити за Південний Буг.
З 20 вересня 1920 командував 6-ю армією. Брав участь у битві на Німані. Був нагороджений орденом «За військову доблесть» 2-го ступеня (один з 19 нагороджених орденом цього класу в 1920—1939 рр.). Генерал дивізії.
У 1923—1925 і в травні 1926 займав пост начальника Генерального штабу. Після приходу до влади в 1926 році Юзефа Пілсудського, будучи його політичним опонентом, вийшов у відставку.
Автор книги «Народ і армія», а також роботи про переворот Пілсудського у Варшаві в травні 1926 року.
Після вторгнення СРСР до Польщі в 1939 заарештований органами НКВС і поміщений в Старобільський табір. У 1941 глава польського уряду в Лондоні генерал Владислав Сікорський, який не знав про загибель Галлера, планував призначити генерала командувачем військ, що формувалися в СРСР, але, за офіційною радянською версією, його не вдалося розшукати.